# Эней (велосипед)
«Эней» — украинский трековый велосипед производства ГП «Антонов».

## Описание
Конструктором является С. Н. Нитка, данный велосипед создан в 1989 и назван в честь протагониста «Энеиды», также имеет разновидности под названиями «Эллин» и «Бизон». На момент создания представлял собой инновационный велосипед с композитной рамой. Первая рама с крестообразной геометрией получила название «Би-2» («би» – сокращение от вариантов «биология» и «бизон», а 2 это порядковый номер прототипа).
На этом велосипеде одержал победу в чемпионате СССР мастер спорта международного класса Е. А. Присяженко. С середины по конец 1990-х украинская сборная вошла в число мировых лидеров по трековым велогонкам, неоднократно получая награды на мировых первенствах.
Впоследствии этот велосипед запрещён Международной федерацией велоспорта.